# Tabula Hungariae
Tabula Hungariae, ponekad i Lázárova karta, najstariji je sačuvani tiskani zemljovid Mađarske, koji je navodno prije 1528. godine nacrtao Mađar Lázár deák (latinski: Lazarus secretarius). Godine 2007. zemljovid je upisan u popis UNESCO-ovog programa »Sjećanje svijeta«.

## Opis
Zemljovid je dimenzija otprilike 78,5 × 54 cm te je orijentiran u smjeru jugozapad – sjeveroistok. Prikazuje naselja i znamenita mjesta Kraljevine Ugarske iz ranog 16. stoljeća. Južni predjeli koje je okupiralo Osmansko Carstvo označeni su drugačijim bojama. Kako su južne regije na zemljovidu jedine koje nisu bile unutar granica Kraljevine, smatra se da je svrha zemljovida bila priprema za rat s Osmanlijama. Neka od ucrtanih naselja nestala su posljedicom osmanskih ratova i terora, što zemljovid čini još važnijim.
Najvrijednije informacije na zemljovidu su nazivi i opisi naselja. U sastavu zemljovida nalazi se oko 1400 zemljopisnih naziva, od kojih 1270 pripada naseljima (365 od njih teritoriju Kraljevine Mađarske nakon Trianonskog ugovora).
Na dnu zemljovida nalazi se opis Kraljevine na njemačkom i latinskom jeziku.

### Nazivi naselja
Nazivi naselja zapisivali su se drugačijim pravopisom no danas. Primjerice, današnje »é« zapisivalo se kao »ee«, a današnje »ö« kao »ew«. Također se može zapaziti kako je »c« ponegdje napisano kao »tz«, što je karakteristično za pravopis starovisokonjemačkog jezika. Takvo je zapisivanje možebitno djelo suradnika koji su zemljovid pripremili za tisak. Lázár je, međutim, za druga naselja koristio izgovor dijalekata mađarskoga.

## Tisak
Zemljovid je tiskan uz pomoć Georga Tannstettera kod Petrusa Apianusa u Ingolstadtu, a tiskanje je platio Johannes Cuspinianus.

## Baština
Tek je nekoliko zemljovida tiskano, a skoro svi su izgubljeni tijekom povijesti, zbog čega su istraživači za njih znali isključivo na temelju opisa. Međutim, ranih 1880-ih godina neočekivano je pronađen jedan od zemljovida. Kupio ga je sakupljač Sándor Apponyi 1882. godine. Godine 1924. zemljovid je premješten u Nacionalnu knjižnicu Mađarske, gdje se nalazi i danas.

## Kasnije inačice
Nekoliko je kopija zemljovida izrađeno prije 1552. godine, no niti jedna nije sačuvana. Unatoč tomu, zemljovide se nakon 1552. crtalo na osnovi Lázárovoga pod naslovom Tabula Hungariae, odnosno Nova descriptio totius Hungariae. Poznato je 6 različitih verzija:
- Giovanni Andrea Vavassore (djelovao 1510. – 1572.), Venecija, 1553.
- Pirro Ligorio (1496. – 1583.), Rim, 1558. (izgubljena) i 1599.
- Antonio Lafreri (1512. – 1577.), Rim, 1558., 1559. i 1560-ih
- János Zsámboky (1531. – 1584.), Beč, 1566.
- Claudio Duchetti (1554. – 1597.), Rim, 1577.
- Giovanni Orlandi (djelovao 1600. – 1604.), Rim, 1602.

## Vanjske poveznice
- Gábor, Timár; i dr. 2008. Lázár térképe és a ptolemaioszi vetület [Lázárov zemljovid i Ptolemejeva projekcija] (PDF). Inačica izvorne stranice arhivirana 13. prosinca 2013. Pristupljeno 14. veljače 2024.CS1 održavanje: bot: nepoznat status originalnog URL-a (link)